# Boogie Nights
Pour plus de détails, voir Fiche technique et Distribution.
Boogie Nights ou Nuits endiablées est un film américain réalisé par Paul Thomas Anderson, sorti en 1997.

## Synopsis
À la fin des années 1970 en Californie, Eddie Adams (Mark Wahlberg) travaille dans une boîte de nuit. Il est repéré par Jack Horner (Burt Reynolds), un réalisateur de films pornographiques. Aidé par son pénis dont la grande taille est hors du commun, et de son talent pour le jeu d'acteur pornographique, le succès arrive rapidement. Deux années consécutives, il obtient plusieurs récompenses pour ses films.
Il devient ami avec d'autres acteurs et des membres de l'équipe technique, s'achète une voiture de luxe et s'installe dans une nouvelle maison. Les années 1980 arrivent, et lorsque Jack recrute un nouvel acteur, Eddie sent son statut menacé, et à la suite d'une altercation avec Jack, décide d'abandonner le porno pour se lancer dans la musique. Mais devenu accro à la cocaïne, il dépense tout l'argent prévu pour l'enregistrement d'un album en drogues et finit par tomber dans la prostitution. Pendant ce temps, Jack est contraint de passer au format cassette vidéo, qu'il trouve médiocre, le producteur est emprisonné pour pornographie infantile et un ami acteur d'Eddie se voit refuser un prêt qui lui permettrait de lancer son propre magasin à cause de son passé dans la pornographie.
Finalement, après avoir frôlé la mort dans une affaire de revente de fausse drogue, Eddie retourne voir Jack, s'excuse, et ils reprennent ensemble le tournage de films pornographiques,.

## Structure
Dans la seconde partie, tout est perverti, et certains personnages l'admettent, au point qu'une descente aux enfers se produit. Une telle débandade se retrouve l'année précédente (1996) dans Trainspotting, l'année suivante (1998) dans Las Vegas Parano et enfin dans Requiem for a Dream en 2000. Néanmoins, ces trois films sont plus succincts et centrés sur le thème de la toxicomanie. Le scénariste et réalisateur de Boogie Nights, Paul Thomas Anderson, développera une structure proche, sur le thème de l'émancipation et des faux-semblants, dans There Will Be Blood dix ans plus tard, en 2008.

## Fiche technique
Sauf indication contraire, les informations mentionnées dans cette section peuvent être confirmées par la base de données cinématographiques IMDb,  présente dans la section « Liens externes ».
- Titre français et original : Boogie Nights
- Titre québécois : Nuits endiablées
- Réalisation et scénario : Paul Thomas Anderson
- Production : Paul Thomas Anderson et Lawrence Gordon
- Société de Production : Ghoulardi Film Company, Lawrence Gordon Productions et New Line Cinema
- Société de distribution : New Line Cinema
- Photographie : Robert Elswit

Direction artistique : Ted Berner
- Musique : Michael Penn
- Montage : Dylan Tichenor
- Décors : Bob Ziembicki
- Costumes : Mark Bridges
- Format : 35 mm + 16 mm (années 1970), vidéo (NTSC) (années 1980)
- Budget : 15 millions de dollars
- Langue originale : anglais
- Pays d'origine :  États-Unis
- Durée : 156 minutes
- Genre : comédie dramatique
- Dates de sortie[3] :
  - Canada : 11 septembre 1997 (Festival international du film de Toronto)
  - États-Unis : 10 octobre 1997 (sortie limitée)
  - États-Unis : 31 octobre 1997
  - Belgique, France : 18 mars 1998
  - Suisse romande : 25 mars 1998
- Classification :

France: interdit aux moins de 16 ans

## Distribution
Légende : Version française = VF, et Version Québécoise = VQ
- Mark Wahlberg (VF : Emmanuel Curtil ; VQ : Martin Watier) : Eddie Adams/Dirk Diggler
- Julianne Moore (VF : Séverine Morisot ; VQ : Hélène Lasnier) : Amber Waves/Maggie
- Burt Reynolds (VF : Marc Cassot ; VQ : Mario Desmarais) : Jack Horner
- Don Cheadle (VF : Lionel Henry ; VQ : Daniel Lesourd) : Buck Swope
- John C. Reilly (VF : Bruno Dubernat ; VQ : Alain Zouvi) : Reed Rotchild
- Heather Graham (VF : Marie-Eugénie Maréchal ; VQ : Lisette Dufour) : Rollergirl/Brandy
- William H. Macy (VQ : Benoit Rousseau) : Little Bill
- Nicole Ari Parker (VF : Maïk Darah ; VQ : Viviane Pacal) : Becky Barnett
- Philip Seymour Hoffman (VF : Daniel Lafourcade ; VQ : François Godin) : Scotty J.
- Luis Guzmán (VF : Diego Asensio ; VQ : Manuel Tadros) : Maurice Rodriguez
- Philip Baker Hall (VF : Jacques Dynam ; VQ : Victor Désy) : Floyd Gondolli
- Thomas Jane (VF : Thierry Mercier ; VQ : Gilbert Lachance) : Todd Parker
- Ricky Jay (VQ : Éric Gaudry) : Kurt Longjohn
- Alfred Molina (VF : Mostefa Stiti ; VQ : Luis de Cespedes) : Rahad Jackson
- Robert Ridgely (VF : Jacques Thébault ; VQ : Yvon Thiboutot) : le colonel James
- Melora Walters (VF : Déborah Perret ; VQ : Hélène Mondoux) : Jessie Saint Vincent
- Nina Hartley : la femme de Little Bill
- Jack Wallace : Rocky
- Michael Jace : Wallace
- Laurel Holloman (VF : Joëlle Guigui) : Sheryl Lynn
- Joanna Gleason (VF : Pascale Jacquemont ; VQ : Madeleine Arsenault) : la mère de Dirk
- Tony Tedeschi : New Year's Eve Stud
- Veronica Hart : la juge Kathleen O'Malley
- Channon Roe : Joe, le surfer

## Production

### Genèse et développement
Le scénario et les personnages s'inspirent de plusieurs personnalités du cinéma pornographique : le personnage de Dirk Diggler aurait été inspiré de John C. Holmes, les rôles de Heather Graham (Rollergirl/Brandy) et de Julianne Moore (Amber Waves/Maggie) sont inspirés des personnages du film New Wave Hookers de 1985 et celui de Melora Walters (Jessie St. Vincent) est inspiré par l'actrice pornographique Jesie St. James.
Ron Jeremy a quant à lui été consultant du film.

### Attribution des rôles
Leonardo DiCaprio était le premier choix d'Anderson pour jouer le rôle de Dirk Diggler, mais il avait finalement préféré accepter de jouer dans Titanic de James Cameron. C'est d'ailleurs lui qui suggéra Mark Wahlberg après avoir travaillé avec lui dans Basketball Diaries. Christian Bale, Ben Affleck, Matt Damon, Ethan Hawke, Jason Lee et Vincent Gallo furent envisagés pour ce rôle mais ont refusé.
Le rôle de Jack Horner fut proposé à Warren Beatty, Harvey Keitel, Albert Brooks, Bill Murray, Jack Nicholson et Sydney Pollack qui le refusèrent avant d'être attribué à Burt Reynolds. Sydney Pollack dira regretter d'avoir refusé le rôle après avoir assisté à une projection du film.
Le rôle d'Amber Waves fut proposé à Marisa Tomei, qui le refusa, avant d'être attribué à Julianne Moore.
Le rôle de Rollergirl fut proposé à Gwyneth Paltrow, Drew Barrymore et Tatum O'Neal qui refusa avant d'être finalement attribué à Heather Graham. Laurel Holloman, qui incarne Sheryl Lynn, a également auditionné pour ce rôle.
Le rôle de Buck Swope, incarné par Don Cheadle, a d'abord été proposé à Samuel L. Jackson qui le refusa.
Le rôle de Scotty J, incarné par Philip Seymour Hoffman, a d'abord été proposé à Jack Black.
Pour le rôle de Rahad Jackson, les premiers choix furent John Turturro et Sean Penn qui le refusèrent avant qu'il soit attribué à Alfred Molina.
Si Paul Thomas Anderson voulait déjà Melora Walters pour le rôle de Jessie St. Vincent, les producteurs voulaient une actrice plus connue. Le rôle fut alors proposé à Patricia Arquette qui refusa et Melora Walters put incarner le rôle.
Plusieurs véritables acteurs et actrices pornographiques tiennent des rôles dans le film : Veronica Hart est le juge Kathleen O'Malley, alors que Nina Hartley est l'ex-actrice porno de Little Bill.

### Tournage
Le tournage a eu lieu principalement en Californie (Encino, Los Angeles, West Covina, Palos Verdes, vallée de San Fernando...). Les scènes du night club ont été tournées au The Country Club situé à Reseda en Californie.

## Distinctions
Boogie Nights a reçu 21 récompenses et 19 nominations.

### Récompenses
- Burt Reynolds remporte un Golden Globe pour le meilleur second rôle.
- Boston Society of Film Critics Award for Best New Filmmaker (Paul Thomas Anderson)
- British Independent Film Award for Best Foreign Independent Film — English Langage
- Chicago Film Critics Association Award for Best Supporting Actor (Burt Reynolds)
- Dallas-Fort Worth Film Critics Association Award for Best Supporting Actor (Burt Reynolds)
- Florida Film Critics Circle Award for Best Cast
- Florida Film Critics Circle Award for Best Supporting Actress (Julianne Moore)
- Las Vegas Film Critics Society Award for Best Supporting Actor (Burt Reynolds)
- Los Angeles Film Critics Association Award
  - Best Supporting Actor (Burt Reynolds)
  - Best Supporting Actress (Julianne Moore)
  - New Generation Award (Paul Thomas Anderson)
- National Society of Film Critics Award for Best Supporting Actor & Actress (Burt Reynolds et Julianne Moore)
- New York Film Critics Circle Award for Best Supporting Actor (Burt Reynolds)
- Satellite Award 
  - Best Supporting Actor - Motion Picture (Burt Reynolds)
  - Best Supporting Actress - Motion Picture (Julianne Moore)
  - Best Cast - Motion Picture

### Nominations
Le film a été sélectionné trois fois aux Oscars :
- Burt Reynolds a été sélectionné pour le meilleur second rôle ;
- Julianne Moore a aussi été sélectionnée pour le meilleur second rôle ;
- Paul Thomas Anderson a été sélectionné pour le meilleur scénario.

## Bandes originales

### Boogie Nights: Music from the Original Motion Picture
Boogie Nights : Music from the Original Motion Picture est la première bande originale du film, commercialisé en 1997 par Capitol Records.
| 1.  | Intro (Feel the Heat) (dialogue du film) | John C. Reilly & Mark Wahlberg | 1:11 |
| 2.  | Best of My Love                          | The Emotions                   | 3:39 |
| 3.  | Jungle Fever                             | The Chakachas                  | 4:20 |
| 4.  | Brand New Key                            | Melanie                        | 2:23 |
| 5.  | Spill the Wine                           | Eric Burdon and War            | 4:02 |
| 6.  | Got to Give It Up (Part 1)               | Marvin Gaye                    | 4:07 |
| 7.  | Machine Gun                              | The Commodores                 | 2:38 |
| 8.  | Magnet and Steel                         | Walter Egan                    | 3:23 |
| 9.  | Ain't No Stoppin' Us Now                 | McFadden & Whitehead           | 3:40 |
| 10. | Sister Christian                         | Night Ranger                   | 5:00 |
| 11. | Livin' Thing                             | Electric Light Orchestra       | 3:30 |
| 12. | God Only Knows                           | The Beach Boys                 | 2:48 |
| 13. | The Big Top (Theme from Boogie Nights)   | Michael Penn & Patrick Warren  | 9:58 |
| 14. | The Touch (morceau caché)                | Mark Wahlberg                  |      |

### Boogie Nights 2: More Music from the Original Motion Picture
| No  | Titre                          | Interprète(s)                                       | Durée |
| --- | ------------------------------ | --------------------------------------------------- | ----- |
| 1.  | Mama Told Me (Not to Come)     | Three Dog Night                                     | 3:16  |
| 2.  | Fooled Around and Fell in Love | Elvin Bishop                                        | 4:34  |
| 3.  | You Sexy Thing                 | Hot Chocolate                                       | 4:02  |
| 4.  | Boogie Shoes                   | KC and the Sunshine Band                            | 2:09  |
| 5.  | Do Your Thing                  | Charles Wright & The Watts 103rd Street Rhythm Band | 3:29  |
| 6.  | Driver's Seat                  | Sniff 'n' the Tears                                 | 4:00  |
| 7.  | Feel Too Good                  | The Move                                            | 9:30  |
| 8.  | Jessie's Girl                  | Rick Springfield                                    | 3:13  |
| 9.  | J.P. Walk                      | Sound Experience (en)                               | 7:05  |
| 10. | I Want to Be Free              | The Ohio Players                                    | 6:50  |
| 11. | Joy                            | Apollo 100 (en)                                     | 2:45  |